# Liste der Bodendenkmäler in Isen
Auf dieser Seite sind die Bodendenkmäler in dem oberbayerischen Markt Isen zusammengestellt. Diese Tabelle ist eine Teilliste der Liste der Bodendenkmäler in Bayern. Grundlage ist die Bayerische Denkmalliste, die auf Basis des Bayerischen Denkmalschutzgesetzes vom 1. Oktober 1973 erstmals erstellt wurde und seither durch das Bayerische Landesamt für Denkmalpflege geführt wird. Die folgenden Angaben ersetzen nicht die rechtsverbindliche Auskunft der Denkmalschutzbehörde.

## Bodendenkmäler in Isen
| Lage       | Objekt | Akten-Nr.     | Bild         |
| ---------- | --- | ------------- | ------------ |
| (Standort) | Siedlung vorgeschichtlicher Zeitstellung. | D-1-7738-0006 |              |
| (Standort) | Siedlung vorgeschichtlicher Zeitstellung. | D-1-7738-0007 |              |
| (Standort) | Verebneter Burgstall des hohen oder späten Mittelalters.                                                                                         | D-1-7738-0009 |              |
| (Standort) | Untertägige mittelalterliche und frühneuzeitliche Befunde und Funde                                                                              | D-1-7738-0108 |              |
| (Standort) | Untertägige frühneuzeitliche Befunde und Funde im Bereich der Kath. Kapelle St. Joseph                                                           | D-1-7738-0109 |              |
| (Standort) | Siedlung des Endneolithikums oder der Frühbronzezeit sowie Siedlung                                                                              | D-1-7738-0204 |              |
| (Standort) | Siedlung des späten Mittelalters und der frühen Neuzeit                                                                                          | D-1-7738-0211 |              |
| (Standort) | Viereckschanze der späten Latènezeit (bei Loipfing).                                                                                             | D-1-7838-0008 | Bodendenkmal |
| (Standort) | Straße der römischen Kaiserzeit (Teilstrecke der Trasse Augsburg–Wels)                                                                           | D-1-7838-0103 |              |
| (Standort) | Untertägige mittelalterliche und frühneuzeitliche Befunde und Funde                                                                              | D-1-7838-0141 |              |
| (Standort) | Untertägige spätmittelalterliche und frühneuzeitliche Befunde und Funde                                                                          | D-1-7838-0144 |              |
| (Standort) | Untertägige spätmittelalterliche und frühneuzeitliche Befunde und Funde                                                                          | D-1-7838-0148 |              |
| (Standort) | Untertägige spätmittelalterliche und frühneuzeitliche Befunde und Funde                                                                          | D-1-7838-0157 |              |
| (Standort) | Untertägige mittelalterliche und frühneuzeitliche Befunde im Bereich der Kath. Filialkirche St. Laurentius von Weiher und ihrer Vorgängerbauten. | D-1-7838-0164 |              |
| (Standort) | Untertägige spätmittelalterliche und frühneuzeitliche Befunde und Funde                                                                          | D-1-7838-0175 |              |
| (Standort) | Grabhügel vorgeschichtlicher Zeitstellung. | D-1-7838-0179 |              |
| (Standort) | Grabhügel vorgeschichtlicher Zeitstellung. | D-1-7838-0206 |              |
| (Standort) | Viereckschanze der späten Latènezeit (bei Burgrain).                                                                                             | D-1-7838-0207 |              |